# 波羅莫 (剛鐸宰相)
波羅莫（Boromir）是英國作家約翰·羅納德·瑞爾·托爾金（J.R.R. Tolkien）的史詩式奇幻說《魔戒三部曲》中的一个虛構人物。
他是剛鐸（Gondor）的宰相和第十一任攝政王（Ruling Steward），曾指揮打敗入侵奧斯吉力亞斯（Osgiliath）的敵人。

## 名字
波羅莫（Boromir）一名來自辛達語，與一位第一紀元的伊甸人首領同名，意思是「忠誠之寶」Faithful Jewel。

## 總覽
波羅莫是剛鐸的登丹人（Dúnedain）。他屬於胡林家族（House of Húrin），父親是剛鐸宰相及第十任攝政王迪耐瑟一世（Denethor I）。他有兩位姊妹。他的兒子是克瑞安（Cirion）。
他是第十一任剛鐸攝政王，兼任剛鐸的宰相（Steward）。在他任內剛鐸處於和平時期，沒有發生任何大事。波羅莫也是剛鐸一位猛將，連安格馬巫王（Witch-king of Angmar）也畏懼他的勇武，但他受到魔窟劍（Morgul-blade）的毒創，令他餘生受許多病痛的折磨而早逝。
他生於第三紀元2410年，死於2489年，享年79歲。

## 生平
波羅莫生於第三紀元2410年，大概是在米那斯提力斯（Minas Tirith）出生。
2475年，戒靈率軍發動攻擊，奧斯吉力亞斯遭到佔領。波羅莫領兵擊敗敵人，但戰爭中他受到戒靈（Nazgûl）的魔窟劍所傷。2477年，他的父親迪耐瑟一世去世，由波羅莫繼位。
儘管波羅莫沒有因傷而變成屈從於戒靈的死靈（Wraith），但他餘生卻要承受到無盡的痛苦。第三紀元2489年，波羅莫去世，結束12年的統治，由他的兒子克瑞安繼位。

## 資料來源
1. 1 2 3 4  《中土世界的歷史》 Vol.12《中土世界的民族》 "The Heirs of Elendil"
2. ↑  .   [2011-11-26]. （原始内容存档于2020-02-21）.
3. 1 2 3 4 5  《魔戒三部曲》 2001年 聯經初版翻譯 附錄一帝王本紀及年表
4. ↑  《魔戒三部曲》 2001年 聯經初版翻譯 附錄二編年史

| 前任： 迪耐瑟一世 | 剛鐸宰相及攝政王 | 繼任： 克瑞安 |